# Coney Island USA
Coney Island USA es una organización de arte sin ánimo de lucro, fundada en 1980, que se dedica a la revitalización cultural y económica del barrio de Coney Island en el condado de Brooklyn en la ciudad de Nueva York. 

## Descripción
Su edificio emblemático situado en el centro de la zona de entretenimiento, alberga un teatro en que la organización presenta Sideshows by the Seashore, un escaparate para intérpretes circenses y con talentos inusuales que actúan durante los meses más cálidos, así como el Coney Island Museum. También organiza el desfile anual Coney Island Mermaid Parade desde 1983.
El Coney Island Museum presenta artefactos y objetos sobre los parques de atracciones, la historia y la cultura de la playa y el barrio que giraron en torno a ellos hasta mediados del siglo XX, así como exposiciones itinerantes de arte y cultura.

## Historia
Coney Island USA fue fundado en 1980 por Costa Mantis, Jane Savitt-Tennen y Dick D. Zigun. Coney EE. UU. y es dirigido por un Consejo de administración compuesto por Jeff Birnbaum, Mark Alhadeff, Jane Crotty, Kate Dale, Carol Hueva Desmond, John di Domenico, Harris M. Falk, Marie Roberts, Lynn Kelly, Jon Dohlin, David Loewy, Lisa Mangels-Schaefer, Rick Himes, Dick D. Zigun, y James Fitzsimmons. La asesoría jurídica es proporcionada por Gibson, Dunn & Crutscher, LLP, Morgan, Lewis & Bockius, LLP y Fráncfort, Kurnit, Klein & Selz, PC; el consejo financiero es proporcionado por Chris Yeboa, CPA, Yeboa & Lawrence, CPAs, & Business Consultants
Coney Island USA es financiado, en parte, por el Departamento de la ciudad de Nueva York de Asuntos Culturales, el Consejo de Nueva York para las Humanidades, el presidente del Burgo de Brooklyn Eric Adams, y el Councilman de la ciudad de Nueva York Mark Treyger y sus miembros.